# Diabrotica amoena
Diabrotica amoena is een keversoort uit de familie bladkevers (Chrysomelidae). De wetenschappelijke naam van de soort werd in 1823 gepubliceerd door Johan Wilhelm Dalman.